# Élection au Parlement européen à Malte
Malte fait partie de l'Union européenne depuis le 1er mai 2004 et elle a participé pour la première fois à l'élection au Parlement européen de juin 2004 pour la cinquième législature européenne.

## Mode de scrutin
Les élections au Parlement européen à Malte se font à la représentation proportionnelle lors d'un scrutin à vote unique transférable dans treize districts électoraux sur une seule liste électorale nationale.
En vertu du Traité de Nice, Malte doit élire 5 représentants au Parlement européen en 2004 et en fonction des accords à la suite de la non-ratification dans les temps du Traité de Lisbonne, 6 représentants à l'élection de 2009, dont un représentant siégeant sans droit de vote jusqu'à la ratification définitive du traité de Lisbonne.

## Candidature
Toute personne âgée au moins de 18 ans, inscrite comme électeur sur le registre électoral national ou sur le registre électoral européen peut se présenter comme candidat aux élections au Parlement européen. 
Ne peuvent se présenter comme candidat : certains fonctionnaires en vertu du Code de gestion des services publics ; les membres de la force publique (armée, police, pénitentiaire) ; les membres du pouvoir judiciaire ; les personnes déclarées en faillite ; les personnes frappées d’interdiction ou d’incapacité et celles qui purgent une peine de prison de plus de douze mois. 
Sont déclarées incompatibles : les membres de la Chambre des représentants ; les membres d’un conseil municipal à Malte ou dans un autre État membre de l’Union européenne.
Les candidats doivent se déclarer au moins 35 jours avant la date du scrutin. Ils doivent déposer une caution de 90 euros qui est remboursée aux candidats qui réalisent au moins 10 % des suffrages.

## Campagne électorale
Il n'y a aucune date officielle d'ouverture de la campagne électorale pour les élections européennes. Par contre, la veille des élections, le « jour du silence », les candidats ne peuvent plus faire campagne et les médias ne peuvent diffuser aucune intervention électorale.
Il n'existe aucun financement public pour les candidats et ceux-ci ne sont autorisés à dépenser que 1 400 euros maximum pour leur campagne. La commission électorale ne fait aucun contrôle des dépenses de campagne et de nombreux candidats trouvent les moyens de contourner cette disposition.
Les candidats ont normalement accès aux médias publics et ils bénéficient généralement d’un bon accès à la presse écrite indépendante. Par contre, les deux principaux partis politiques ont leurs propres chaînes de télévision, leurs propres stations de radio, leurs propres journaux et sites web. Les autres partis politiques et les candidats indépendants sont donc désavantagés.
Les sondages d’opinion sont autorisés, y compris le jour de l’élection mais uniquement après la fermeture des bureaux de vote. Par contre, ils ne peuvent pas être publiés le « jour du silence », la veille du scrutin.

## Vote
Sont électeurs toutes personnes en possession d'un document de vote établi en fonction des inscriptions sur le registre électoral national publié avant l'élection. Est également électeur tout ressortissant de l'Union européenne inscrit sur le registre électoral européen, s'il déclare qu'il ne vote qu'à Malte. Il est possible d’obtenir son inscription dans le registre électoral devant les tribunaux lorsque le registre électoral définitif a été publié.
Le vote est un droit personnel non obligatoire. Les votes par correspondance ne sont pas possible à Malte. Les Maltais de l'étranger de peuvent pas voter dans les ambassades maltaises mais l’État finance l’achat de billets d’avion à destination de Malte pour ces Maltais qui disposent du droit de vote.
Le vote par anticipation est uniquement possible pour les commissaires électoraux assistants.

## Scrutin
Le scrutin a lieu aux dates fixées par l'Union européenne, généralement en fin de la deuxième semaine de juin, toujours le samedi de 7 à 22 heures à Malte. Le taux de participation est estimé en cours de journée et le taux définitif est publié peu après la fermeture des bureaux de vote. Les votes, dans les urnes scellés, sont centralisés au Naxxar Counting hall et les bulletins de vote ne sont dépouillés que le dimanche à partir de midi. Une première estimation des résultats est généralement donnée en fin d'après-midi et les noms des candidats élus sont publiés dans la nuit de dimanche, au plus tard le lundi matin. Les résultats définitifs sont officialisés dans la journée du lundi.
Les bulletins de vote comportent dans l’ordre alphabétique le nom de tous les candidats classés par partis ou mouvements politiques alphabétiquement suivant leur nom en maltais, en fin de liste les candidats indépendants. Les électeurs expriment leur choix en inscrivant leur ordre de préférence (1, 2, 3, etc.) à côté du nom d’autant de candidats qu’ils le souhaitent. Pour être validé, le bulletin de vote doit comporter au minimum une préférence pour un candidat au moins. 
Pour être élus les candidats doivent obtenir, lors du dépouillement, dans les décomptes successifs, au moins autant de voix que le «quota». Celui-ci est égal au nombre total des votes valides, divisé par le nombre des sièges, plus une voix.